# Edward Grierson
Edward Grierson (ur. 9 marca 1914, zm. 1975) - pisarz angielski, autor pięciu powieści, dwóch sztuk i sześciu prac o charakterze literatury faktu.

## Wybrane prace
- Reputation for a Song (1952) - na podstawie tej powieści powstał film My Lover My Son[2]
- The Second Man (1956) - otrzymał za nią nagrodę Crossed Red Herring Award[3]
- The Massingham Affair (1962)
- A Crime of One's Own (1967)